# Tim Pawlenty
Tim Pawlenty (Saint Paul, 27 de noviembre de 1960) es un político estadounidense, miembro del Partido Republicano. Fue gobernador de Minnesota desde 2003 hasta 2011.

## Primeros años
Timothy James Pawlenty nació en Saint Paul, Minnesota, en una familia de origen polaco. Hijo de un camionero y una ama de casa. Creció como católico pero se convirtió a la fe evangélica en edad adulta. Se graduó en Derecho y Ciencias Políticas por la Universidad de Minnesota. Tras practicar la abogacía en Saint Paul, fue vicepresidente de la compañía de internet Wizmo Consulting Group.
En 1989, a la edad de 28 años, fue elegido para el Consejo Municipal de Eagan, su pueblo de residencia. Su primer contacto con la política estatal de Minnesota llegó un año después, cuando trabajó para la fallida campaña gubernatorial de Jon Grunseth. En 1992 fue elegido como republicano para la Asamblea Estatal de Minnesota. Fue reelegido en cinco ocasiones, y en 1998 se convirtió en Líder de la Mayoría Republicana en la cámara, posición desde la que ayudó a aprobar los recortes de impuestos del Gobernador Jesse Ventura.

## Gobernador de Minnesota
Tim Pawlenty pretendió presentarse al Senado en 2002, pero el vicepresidente Dick Cheney le dijo que el candidato favorecido por la Casa Blanca en la primaria republicana sería Norm Coleman. Entonces Pawlenty optó por presentarse a Gobernador de Minnesota. En la primaria republicana derrotó contra todo pronóstico al millonario Brian Sullivan, el candidato favorecido por los líderes del partido. En la elección general derrotó al demócrata Roger Moe y al independiente Tim Penny. Lo hizo inusualmente bien para un republicano en las áreas suburbanas de Minneapolis-Saint Paul. En 2006 logró la reelección para otros cuatro años.
Como Gobernador promovió políticas de austeridad y control del gasto de los fondos del estado, que en su primer mandato condujeron al equilibrio presupuestario después de haber heredado un déficit de 4,000 millones de dólares de la administración anterior -liderada por el independiente Jesse Ventura. Promulgó un tope para el impuesto sobre la propiedad, y eliminó el impuesto de penalización matrimonial.
En política educativa, revisó los requerimientos estatales, endureciendo los estándares educativos. Contrario al aborto, el gobernador Pawlenty defendió la imposición de un período de 24 horas obligatorias de espera antes de proceder a un aborto. Diferenciándose de otros gobernadores republicanos, Pawlenty implementó proyectos de carácter medioambiental como la "americanización" de las fuentes de energía comprometiéndose a que para 2025 el 25% de la electricidad estatal provenga de fuentes renovables. En 2005 firmó una legislación que pretendía elevar al 20% el mínimo de mezcla de etanol y gasolina en los autos para 2013.
Fue Presidente de la Asociación Nacional de Gobernadores entre 2007 y 2008. Ha viajado a la República Checa (2004), Canadá (2003) e India (2007), liderando delegaciones comerciales de Minnesota. También ha emprendido varios viajes al exterior para visitar a las tropas en Bosnia, Kosovo e Irak. El Washington Post lo describió como el gobernador más conservador que ha tenido Minnesota desde Theodore Christianson en los años 20.

## Vida personal
Está casado con Mary Anderson, antigua jueza del distrito de Dakota County, Minnesota. El matrimonio tiene dos hijas, y pertenece a la  iglesia bautista. En su juventud jugó al hockey.
- Datos: Q160181
- Multimedia: Tim Pawlenty / Q160181